# 長門湯本駅
長門湯本駅（ながとゆもとえき）は、山口県長門市深川湯本字三反田にある、西日本旅客鉄道（JR西日本）美祢線の駅である。
美祢線で急行列車が運行されていた頃は「さんべ」・「あきよし」の停車駅でもあった。長門湯本温泉、俵山温泉への玄関口となっている。

## 歴史
- 1924年（大正13年）3月23日：美禰線（現・美祢線）於福駅 - 正明市駅（現・長門市駅）間延伸により開業[1]。一般駅[3]。
- 1963年（昭和38年）6月1日：貨物の取り扱いを廃止[3]。
- 1984年（昭和59年）2月1日：荷物扱い廃止[3]。
- 1986年（昭和61年）4月1日：無人駅となる[2]
- 1987年（昭和62年）4月1日：国鉄分割民営化により西日本旅客鉄道が継承[4]。
- 2010年（平成22年）7月15日：大雨による厚狭川氾濫で橋梁や路盤が流失。全線不通となり、営業休止。
- 2011年（平成23年）9月26日：全線で運転再開により、営業再開。
- 2023年（令和5年）7月1日：大雨による厚狭川増水で橋梁や路盤が流出[5]。全線不通となり、営業休止。4日より代行バスが運行開始[6][7]。

## 駅構造
長門市方面に向かって左側に単式ホーム1面1線を有する地上駅（停留所）。かつては2面2線の相対式ホームが設けられていたが、駅舎反対側の線路は撤去され、花壇となっている。
長門鉄道部管理。駅舎にはかつて駅員が配置されていたが、現在は無人化されている。乗車券の発券は駅前の商店（ふじた商店）に委託されていたが、2012年3月31日をもって販売を終了した。

## 利用状況
1日の平均乗車人員は以下の通りである。
| 乗車人員推移 | 乗車人員推移 |
| 年度         | 1日平均人数  |
| ------------ | ------------ |
| 1999         | 43           |
| 2000         | 53           |
| 2001         | 45           |
| 2002         | 44           |
| 2003         | 45           |
| 2004         | 39           |
| 2005         | 35           |
| 2006         | 30           |
| 2007         | 30           |
| 2008         | 29           |
| 2009         | 29           |
| 2010         | 20           |
| 2011         | 29           |
| 2012         | 26           |
| 2013         | 26           |
| 2014         | 25           |
| 2015         | 20           |
| 2016         | 20           |
| 2017         | 21           |
| 2018         | 21           |
| 2019         | 18           |
| 2020         | 11           |
| 2021         | 11           |
| 2022         | 12           |

## 駅周辺
駅自体は長門湯本温泉の温泉街から北へ約500メートル（徒歩で5分程度）のやや離れた所にあるために、駅周辺はあまり温泉街らしさがなく、田園と住宅地が混在している。温泉街へは駅前から徒歩、もしくはバスやタクシーを利用するようになるが、鉄道よりもマイカーや観光バスを利用する温泉客が多いうえ、鉄道利用でも新山口駅などから温泉旅館の送迎サービスなどを利用する旅客も多く、温泉客が当駅を利用することは少ない。
駅前を市道（旧国道316号）が通っており、駅南で山口県道34号下関長門線と交差している。大寧寺へは駅から南西へ約2km。

### バス路線
- サンデン交通「長門湯本駅」停留所
  - 長門市駅・仙崎駅方面、俵山温泉・小月駅・下関駅方面

※駅前の市道（旧国道316号）に停留所がある。俵山温泉へは当駅でバスに乗り換えとなる。

## 隣の駅
西日本旅客鉄道（JR西日本）
■美祢線
渋木駅 - 長門湯本駅 - 板持駅